# Maison située 34 rue Dragčeta Milovanovića à Aleksinac
La maison située 34 rue Dragčeta Milovanovića à Aleksinac (en serbe cyrillique : Грађанска кућа у Ул. Драгчета Миловановића 34 у Алексинцу ; en serbe latin : Građanska kuća u Ul. Dragčeta Milovanovića 34 u Aleksincu) se trouve à Aleksinac et dans le district de Nišava, en Serbie. Elle est inscrite sur la liste des monuments culturels protégés de la République de Serbie (identifiant no SK 856),,.

## Présentation
La maison a été construite dans la seconde moitié du XIXe siècle.